# ناتاشا كامبوش
ناتاشا كامبوش (بالألمانية: Natascha Kampusch) (ولدت 17 فبراير 1988 م) هي فتاة نمساوية خطفت وهي في العاشرة من عمرها عام 1998 م، وبقيت تحت حماية خاطفها فولفجانج بريكلوبيل لأكثر من ثمانية أعوام حتى قامت بالفرار من عنده في 23 أغسطس 2006 م. قام خاطفها بعد ذلك بالانتحار برمي نفسه أمام قطار.
قام بريكلوبيل بخطف الفتاة بعد أن غادرت منزلها الواقع في ضاحية دوناوشتات في مدينة فيينا وهي متجهة إلى مدرستها في 2 مارس 1998 م. ذكر شهود العيان أن الفتاة شوهدت وهي تدخل ميني باص أبيض. قامت الشرطة النمساوية بتفتيش حوالي 700 ميني باص أبيض بلا فائدة أو دليل يدل على مكان الفتاة.
وضعت ناتاشا في غرفة صغيرة سرية أغلب فترات حبسها. حفرت الغرفة مترين ونصف تحت الأرض وقدر حجمها بحوالي 5 م مربع (2.78 م طول - 1.81 م عرض - 2.37 م ارتفاع). كانت الغرفة مقفلة ببابين مصنوعين من الفولاذ محكمي الإغلاق. لا تحوي الغرفة على شباك أو أي منفذ لضوء الشمس. لم يكن يسمح لنتاشا بمغادرة «زنزانتها» في أول فترة مكوثها فيا.
قام بريكلوبيل باستعمال مبدأ الترغيب والترهيب مع الفتاة حيث أنها إذا أطاعته سيحسن إليها والعكس إذا لم تطعه. أيضا قام بإيهامها أنه اتصل بوالديها إلا أنهما لم يُعيرا اهتمامًا لتلكم الاتصالات. بعد ما يقارب الأربع سنوات بدأت العلاقة بين الاثنين تتحسن فصار يسمح لها بريكلوبيل بتناول الغداء والفطور معه، والسماح لها بمشاهدة التلفاز.
في 17 فبراير 2006 في عيد ميلادها الثامن عشر بدأ فولفجانج بالسماح للفتاة بالخروج خارج المنزل برفقته وهددها أنها إذا حاولت الهروب أو لفت الانتباه فسيقوم بقتل أشخاص عديدين.
في الثالث والعشرين من أغسطس 2006 م، كانت ناتاشا تقوم بتنظيف سيارة فولفجانج بواسطة مكنسة كهربائية. وفي تمام الساعة 12:53 تلقى فولفجانج اتصالا على هاتفه الجوال، وأجابه إلا أنه اتجه بعيدا عن صوت المكنسة. قامت ناتاشا بترك المكنسة تعمل وركضت هاربة خارجة من المنزل، وبعد حوالي خمس دقائق من الهرب طرقت باب عجوز في الواحدة والسبعين من عمرها وقالت: «أنا ناتاشا كامبوش». أجرت العجوز اتصالا مع الشرطة في تمام الساعة 13:04. تم التعرف على كامبوش عن طريق جواز سفرها القديم وأثر جرح قديم لها وعن طريق فحص الدنا (DNA). عمومًا كانت الفتاة في صحة جيدة إلا أنها بدت شاحبة وكانت تزن 42 كجم.
قالت سابين فرويدنبيرجر أول شرطية تحدثت مع ناتاشا بعد هروبها أنها صدمت من «ذكائها وفصاحتها». بالمقابل قام بريكلوبيل بالانتحار بإلقاء نفسه أمام قطار متحرك وهو الذي كان قد قال لنتاشا مرة أنها إذا هربت فإنهم «لن يقبضوا عليه حيا».

## مواضيع ذات صلة
- الفيلم 3096
- اختطاف ارييل كاسترو

## روابط خارجية
- ناتاشا كامبوش على موقع IMDb (الإنجليزية)
- ناتاشا كامبوش على موقع ألو سيني (الفرنسية)
- ناتاشا كامبوش على موقع قاعدة بيانات الفيلم (الإنجليزية)
- ناتاشا كامبوش على موقع كينوبويسك (الروسية)